# Gondar (Guimarães)
Gondar és una freguesia portuguesa del municipi de Guimarães, amb 2,51 km² d'àrea i 2.580 habitants (al cens de 2021). La densitat de població n'és de 1.027,9 hab/km².

## Patrimoni
- Pont de Serves, classificat com a Monument Nacional[3]
- Capella Mortuòria
- Pont romà de Soeiro

|  |

### Eleccions Junta deFreguesia
| Partit  | 1976 | 1976 | 1979 | 1979 | 1982 | 1982 | 1985 | 1985 | 1989 | 1989 | 1993 | 1993 | 1997 | 1997 | 2001 | 2001 | 2005 | 2005 | 2009 | 2009 | 2013 | 2013 |
| Partit  | %    | M    | %    | M    | %    | M    | %    | M    | %    | M    | %    | M    | %    | M    | %    | M    | %    | M    | %    | M    | %    | M    |
| ------- | ---- | ---- | ---- | ---- | ---- | ---- | ---- | ---- | ---- | ---- | ---- | ---- | ---- | ---- | ---- | ---- | ---- | ---- | ---- | ---- | ---- | ---- |
| PS      | 29,3 | 2    | 38,1 | 5    | 42,5 | 6    | 31,9 | 3    | 33,2 | 3    | 35,8 | 4    | 29,4 | 3    | 34,2 | 3    | 26,0 | 2    | 28,4 | 3    | 33,6 | 3    |
| CDs-PP  | 28,3 | 2    |      |      |      |      |      |      |      |      | 3,7  | -    | 5,1  | -    | 3,6  | -    | 0    | -    |      |      |      |      |
| IND     | 26,9 | 2    |      |      |      |      |      |      |      |      |      |      |      |      |      |      |      |      | 17,2 | 1    |      |      |
| PPD/PSD | 11,6 | 1    |      |      |      |      | 26,8 | 2    | 22,7 | 2    | 15,5 | 1    | 16,3 | 1    | 12,4 | 1    | 19,2 | 2    |      |      |      |      |
| AD      |      |      | 35,5 | 5    | 23,5 | 3    |      |      |      |      |      |      |      |      |      |      |      |      |      |      |      |      |
| APU/CDU |      |      | 26,3 | 3    | 31,2 | 4    | 38,6 | 4    | 42,6 | 4    | 42,7 | 4    | 46,5 | 5    | 47,4 | 5    | 51,8 | 5    | 52,3 | 5    | 37,0 | 4    |
| PSD-CDs |      |      |      |      |      |      |      |      |      |      |      |      |      |      |      |      |      |      |      |      | 24,7 | 2    |